# رابرت برت
رابرت برت (انگلیسی: Robert Barrat؛ ۱۰ ژوئیهٔ ۱۸۸۹ – ۷ ژانویهٔ ۱۹۷۰) هنرپیشه اهل کشور ایالات متحده آمریکا بود.

## قسمتی از فیلمشناسی
- زندگی امیل زولا
- نیروی دریایی وارد می‌شود
- زحمت را کم کن
- سان آنتونیو
- ماری ملکه اسکاتلند
- کاپیتان بلاد
- بوکانیر
- ژاندارک
- ماری آنتوانت
- بدبوم

## مرگ
او در سال 1970 در سن 78 سالگی بر اثر بیماری قلبی در هالیوود درگذشت.  همسرش مری دین از او به یادگار ماند.  او در گورستان گرین هیل، مارتینزبورگ، ویرجینیای غربی به خاک سپرده شد . 